# Brinje
Brinje je općina u Hrvatskoj. Nalazi se u Ličko-senjskoj županiji.

## Zemljopis
Brinje je središte Brinjskoga kraja i nalazi se na sjeveru Ličko-senjske županije. Smjestilo se u Brinjskom polju okruženom šumama od kojih je najpoznatija Škamnica. Nalazi se kraj autoceste A1 Zagreb-Split te je udaljeno 30 km od Otočca i Senja. Danas je samostalna općina, a nekad je Brinje spadalo pod općinu Otočac. Mjesto se smjestilo između obronaka dvije kršne planine Velebita i Male Kapele. Kroz mjesto prolazi 45. paralela sjeverne zemljopisne širine.

Brinje je jedno od većih ličkih mjesta i sastoji se od mnogo zaselaka: 
- Jelići,
- Radotići,
- Brinjska Kamenica,
- Lučane,
- Blažani,
- Lokmeri,
- Rajkovići,
- Hobari,
- Vučetići,
- Draženovići,
- Drenovac,
- Kalanji,
- Linarići
- Holjevci

## Stanovništvo
Po popisu stanovništva iz 2001. godine, općina Brinje imala je 4108 stanovnika, raspoređenih u 12 naselja:
- Brinje – 1707
- Glibodol – 41
- Jezerane – 375
- Križ Kamenica – 286
- Križpolje – 655
- Letinac – 222
- Lipice – 254
- Prokike – 122
- Rapain Klanac – 10
- Stajnica – 301
- Vodoteč – 98
- Žuta Lokva – 37

Popis stanovništva iz 2011. godine, daje sljedeće rezultate:
- Brinje – 1479
- Glibodol – 6
- Jezerane – 311
- Križ Kamenica – 216
- Križpolje – 510
- Letinac – 154
- Lipice – 154
- Prokike – 102
- Rapain Klanac – 20
- Stajnica – 218
- Vodoteč – 69
- Žuta Lokva – 17

### Nacionalni sastav, 2001.
- Hrvati – 3760 (91,53 %)
- Srbi – 319 (7,77 %)
- Makedonci – 2
- Rusi – 2
- Albanci – 1
- Česi – 1
- Slovenci – 1

- ostali – 1
- neopredijeljeni – 13 (0,32 %)
- nepoznato – 8 (0,19 %)

### Brinje (naseljeno mjesto)
- 2011. – 1479
- 2001. – 1707
- 1991. – 2049 (Hrvati – 1808, Srbi – 173, Jugoslaveni – 20, ostali – 48)
- 1981. – 1158 (Hrvati – 989, Srbi – 74, Jugoslaveni – 73, ostali – 22)
- 1971. – 1225 (Hrvati – 1073, Srbi – 125, Jugoslaveni – 18, ostali – 9)

| broj stanovnika | 15382 | 15440 | 15239 | 16319 | 17747 | 18253 | 17113 | 16102 | 13117 | 11961 | 9726  | 8519  | 6564  | 6035  | 4108  | 3256  | 2563  |
|                 | 1857. | 1869. | 1880. | 1890. | 1900. | 1910. | 1921. | 1931. | 1948. | 1953. | 1961. | 1971. | 1981. | 1991. | 2001. | 2011. | 2021. |

| broj stanovnika | 3250  | 3344  | 3544  | 3596  | 3743  | 3779  | 3750  | 3627  | 3245  | 2961  | 2486  | 2310  | 2048  | 2049  | 1707  | 1479  | 1250  |
|                 | 1857. | 1869. | 1880. | 1890. | 1900. | 1910. | 1921. | 1931. | 1948. | 1953. | 1961. | 1971. | 1981. | 1991. | 2001. | 2011. | 2021. |

## Povijest
Monetium je ime koje je u dalekoj prošlosti nosilo mjesto Brinje, što će reći da je samo mjesto znatno starije nego njegovo današnje ime. Tragovi naseljenosti ljudi u brinjskom kraju sežu u pradavna vremena. Potvrđuju to neki svojedobno otkriveni nalazi iz prapovijesti, npr. na lokalitetu Humac nedaleko Brinja. Moglo bi se s dosta opravdanja pretpostaviti da bi određenih tragova o dalekoj prošlosti brinjskoga kraja moglo biti na još nekim mjestima, npr. u špilji Siničić na cesti prema Letincu ili na gorskom području zvanom Staro Brinje. Budući da pisanih tragova iz tih vremena nema, nešto određeniji odgovor na te pretpostavke mogla bi dati jedino suvremena arheologija, naravno ako bi u nekom budućem vremenu došlo do sustavnijih istraživanja te vrste. Dosad to nije bio slučaj, barem ne u mjeri koja bi potvrdila ili opovrgla neku od navedenih pretpostavki ili možda neku drugu koja se čak posebno niti ne naslućuje. 
Najstariji poznati žitelji brinjskog kraja bili su Japodi. To je jedna od više Ilirskih plemenskih zajednica koje su nekoć nastanjivale ne samo znatne dijelove naše domovine nego i dijelove susjednih zemalja. Kasnije su došli Rimljani. Oni su pokorili Japode. U povijesti je zabilježen Oktavijanov pohod protiv Japoda 35. godine prije Krista. Tada je taj rimski vojskovođa i prvi car opsjeo i poslije krvave borbe osvojio središnji japodski grad Metulum. U prošlosti je bilo različitih hipoteza o tome gdje se nalazio Metulum. Mislilo se čak da je to današnja slovenska Metlika. Sada se općenito uzima da se Metulum mogao nalaziti na Velikoj i Maloj Viničici blizu Josipdola, dakle iza kapelskoga gorja kao prirodne barijere s obzirom na to da je Oktavijan došao s morske strane, negdje iz pravca današnjeg Senja. No, ima i mišljenja da se Metulum zapravo mogao nalaziti na području današnje Razvale, dakle u podnožju kapelskoga gorja. Bilo kako bilo, silovita opsada koja je rezultirala potpunim uništenjem Metuluma, neke vrste japodske Kartage, zbila se zasigurno negdje blizu brinjskoga kraja. 
Iz vremena vladavine Rimljana potječe naselje koje se zvalo Monetium. To je sigurno bilo rimsko naselje, a možda još i japodsko. Zanimljivo je da se prostor današnjeg Sokolca u središtu Brinja u svakodnevnom govoru brinjskog stanovništva naziva Gradinom. Taj naziv ponajprije upućuje na japodsku tradiciju podizanja naselja na brežuljcima ili brdima radi lakše obrane od neprijatelja. Ne mora nužno biti tako, ali je sasvim izvjesno da je neka vrsta ljudskog naselja na području Brinja morala postojati i u japodsko doba. Monetium je latinski naziv. Teško je dokučiti njegovo pravo značenje. Najbliža latinska riječ «moneta» upućivala bi na novac. To može značiti svašta i ništa. Monetium je prvo i najstarije zabilježeno ime naselja na mjestu gdje se danas nalazi Brinje. To je zapravo bilo Brinje prije Brinja, pa je utoliko i opravdano rabiti to ime u brinjskom kontekstu, neovisno o tome što ono potječe iz vremena prije doseljenja Hrvata.  
Je li Monetium preživio nestanak rimske civilizacije i veliku seobu naroda u sklopu koje su došli Hrvati? Budući da se ime izgubilo, može se vjerovati da je nestalo staro stanovništvo koje je baštinilo to ime. Drugo je pitanje što je bilo sa samim naseljem. Možda je i ono uništeno u nekom barbarskom (gotskom, avarskom) prodoru, a možda je u nekom obliku i preživjelo. Ono što se s dosta opravdanja može zaključiti jest da je očito moralo doći do određenog stupnja diskontinuiteta koji se na simboličkoj i stvarnoj razini očitovao u iščezavanju naziva Monetium. Na prijelazu iz staroga u srednji vijek, u vremenu kada se doseljeni Hrvati polako ukorjenjuju u današnjoj domovini, antički Monetium silazi s povijesne pozornice.
U ranom novom vijeku brinjski je kraj pripadao župi Gacka. Ta je župa, zajedno sa župama Likom i Krbavom, u ranohrvatsko doba bila posebno područje koje se nalazilo pod upravom zajedničkog bana. Ima mišljenja da je brinjski kraj već tada bio zasebna hrvatska plemenska župa, ali se to ne može sa sigurnošću potvrditi. U razvijenom srednjem vijeku Brinje se oblikovalo kao važna trgovačka postaja na drevnoj cesti koja je iz Senja preko Modruša vodila u unutrašnjost hrvatskih zemalja. Iako je logično pretpostaviti da je samo mjesto znatno starije, a ima i nekih pobližih navoda o tome, ono se pod imenom Brinje u povijesnim vrelima prvi put izrijekom spominje tek 1343. godine. Tada je zapisano čak dva puta: prvi put 14. ožujka 1343. kao «Brigna», a drugi put 18. lipnja iste godine kao «Bregne». To je najstariji zasad poznati zapis imena Brinje u starim dokumentima. Većina stručnjaka smatra da to ime potječe od čakavskog lokalizma «brnja», tj. obična borovica, a to je biljka koja i danas u značajnoj mjeri raste u tom kraju. Isto tako ono bi se moglo izvesti i iz lokalizma «brina», tj. uzvišenje, čime također obiluje gorski pejzaž brinjskoga kraja.
Iz srednjovjekovlja potječe određeni broj latinskih povelja koje su ili izdane u Brinju ili se Brinje spominje u njima. To se može zahvaliti činjenici da su Brinjem u to doba gospodarili krčki knezovi Frankapani (kasnije poznatiji kao Frankopani). Oni su na uzvišici usred mjesta podigli svoj tvrdi grad (spominje se od 1411. godine), kasnije poznat kao Sokolac. U njemu je npr. stolovao Anž VIII. Frankopan Brinjski koji je 1465. izdao jednu latinsku ispravu «u našem gradu Brinju» (in castro nostro Brigne). Tako je na mjestu antičkoga Monetiuma zaživjelo srednjovjekovno Brinje, a ime se zadržalo do danas. 

## Aktivni odmor

### Biciklističke staze
50 km asfaltiranih biciklističkih staza obuhvaća veći dio kulturne i prirodne baštine ovog kraja.

### Planinarska poučno-pješačka staza Brinjski prsten
Poučno-pješačka staza Brinjski prsten kružnog je oblika, ukupne dužine 18,5 km, na relaciji Brinje-Zarin-Siničić spilja-Brinje.
Svojim dužim dijelom prolazi hrptom planine Škamnice vodeći šetača do najvišeg vrha brinjske kotline Zarina (828m) i vidikovca Kozjak.

## Kulturna baština
Turistička zajednica Brinje 
| Građevina                         | Stoljeće     | Tip                                    |
| --------------------------------- | ------------ | -------------------------------------- |
| Sokolac                           | 15. stoljeće | –                                      |
| Crkva sv. Vida                    | 14. stoljeće | Gotička crkva                          |
| Crkva sv. Fabijana i Sebastijana  | 15. stoljeće | Kasnoromanička crkva                   |
| Crkva Uznesenja BDM               | 18. stoljeće | –                                      |
| Zbirka narodnog blaga             | –            | Zbirka                                 |
| Kapela sv. Stjepana Pravomučenika | 15. stoljeće | Sakralna građevina gotičkog podrijetla |
| Kapela Rođenja BDM                | Nepoznato    | Srednjovjekovni korijeni               |
| Kapela Sv. Križa                  | –            | –                                      |

## Prirodna baština
Južno od Brinja kraj Letinca nalazi se još jedan izniman i misteriozan lokalitet Siničića špilja.

### Siničić špilja
Radi se o jedinstvenoj i iznimno važnoj prapovijesnoj lokaciji u kojoj je, pretpostavlja se, živio paleolitski lovac čak 9500 godina prije Krista. Dokaz tomu su slike na stijenama špilje, odnosno slikovni leptolitički prikazi 550 metara od ulaza, koji do danas nisu odgonetnuti. Slikovno pismo otkriveno 1997. godine jedinstveno je u Hrvatskoj, a znanstvenici su ga nekoliko puta pokušali dešifrirati. Siničić špilja čuva još jedno blago, endemsku vrstu iz skupine rakušaca, tzv. Redenšekov rakušac (1959.), koji je u kategoriji kritično ugrožene svojte.
Na ulazu u špilju snimljena je fotografija "Cvijet dobrodošlice" koja je osvojila treće mjesto na državnom foto natječaju "NajGEO fotografija 2017. godine", a autor fotografije je Marko Perković.

### Rokina bezdana
Rokina bezdana smještena nedaleko Jezerana, između dviju Kapela, jedan je od omiljenih speleoloških lokaliteta i dobro znan krški fenomen među speleolozima. Jama, dubine 100 – 110 m, ulaznih dimenzija 22 x 12 m predstavlja ulaz u mistične i mnogobrojne podzemne vodene kanale, koji povezani čine najveću podzemnu rijeku u Hrvatskoj. Oko Rokine jame, Rokinke ili Rokače desetljećima se pričaju razne legende, a najbliže istini odgovara tužna priča o babi Roki koja je u njoj skončala život. Na površini, uz sam ulaz, čuje se snažna tutnjava vode koja teče dubokim podzemljem.
Za razliku od babe Roke, živog svijeta ima u tamnim dubinama. Skrivene od pogleda ljudi i sunčeva svijetla, Rokinu bezdan nastanjuju, do sad viđene, endemske vrste čovječje ribice, slatkovodne spužve i slijepi rakušci.
Rokina bezdana predmet je istraživanja još od davne 1960. godine i traje do današnjih dana.

## Brinje u Drugom svjetskom ratu
Sredinom travnja 1941. godine u Brinju su ustaše uspostavile vlast, a Talijani garnizon. Komunisti Brinja i okoline su počeli pripreme za ustanak u svibnju 1941. Krajem srpnja u okolici su osnovani partizanski logori (u Stanici, na Svrakuši, Panosu i Lipovcu), iz kojih su partizani odlazili u akcije na talijanske i ustaške ophodnje, kolone i posade. Sredinom rujna izabran je Kotarski komitet KP Hrvatske, a početkom listopada 1941., Kotarski komitet SKOJ-a za Brinje. U prosincu je formirana Brinjska partizanska četa, koja je u travnju 1942. prerasla u bataljon „Ljubica Gerovac“. U Vodoteču je 18. prosinca 1941. izabran Kotarski NOO za Brinje. Za razvoj NOB-a značajna je kotarska partijska konferencija održana 3. travnja 1942. godine. Brinje su 12. travnja 1943. oslobodile jedinice V operativne zone Glavnog štaba NOV i PO Hrvatske i u njemu je formiran štab 13. divizije NOVJ. Djelovi njemačkog 901. motoriziranog puka prodrli su u Brinje 16. listopada 1943. godine. Konačno su ga oslobodile jedinice 7. divizije NOVJ. 6. travnja 1945. godine. Narod Brinja i okoline masovno je sudjelovao u NOB-u. Poginulo je više od 650 rodoljuba hrvatske i srpske nacionalnosti, a među njima i tri narodna heroja.

## Gospodarstvo
Stanovnici se većinom bave poljoprivredom koja se postupno smanjuje zbog starenja stanovništva. Najviše se sadi popularni lički krumpir, a od stočarstva najviše se uzgajaju ovce.

## Poznate osobe
- Ivan Brixy – istaknuti školsko-prosvjetni djelatnik
- Franjo Brozinčević – automobilski inženjer i konstruktor
- Karlo Nikola Ćolić – vojni inženjer
- Ljubica Gerovac – narodni heroj
- Željko Holjevac – povjesničar
- Stjepan Javor – hrvatski političar
- Damir Karakaš – književnik
- Nenad Levar – šahist[6]
- Marko Mesić – pop, organizirao je i dignuo narod na ustanak za konačno oslobođenje Like i Krbave od Turaka
- Matija Murković – austrougarski i hrvatski časnik
- Anton Tone Pavlović – političar
- Luka Perković – pjesnik
- Jure Rajković – jedan od najjačih ljudi na svijetu
- Stjepan Ugarković – skupljač narodnih pjesama
- Mate Vučetić (Matija Ladislav Vučetić) – pravnik[7]
- Stipe Vučetić – političar, svećenik i novinar
- Janko pl. Vuković Potkapelski – hrvatski mornarički časnik u Austrougarskoj mornarici, kratkotrajno i prvi hrvatski admiral u državi SHS.

## Spomenici i znamenitosti
U čitavom nizu frankopanskih ruševnih plemićkih gradova, po značenju, ali prije svega po izuzetnoj vrijednosti još uvijek, u cijelosti ili samo dijelom očuvanih najznačajnijih zdanja, nedvojbeno se izdvaja Brinje. S obzirom na ostale značajnije plemićke gradove, o njemu je podosta pisano. Za frankopanski plemićki grad u Brinju u stručnoj se literaturi uglavnom ustalio nazvi Sokolac, rjeđe Sokol ili Sokolovac.
Prvi ga tim imenom još 1835. godine naziva F.J. Fras: "Ovaj grad, koji se zove i Sokolac...". Nakon njega, Ivan Kukuljević Sakcinski piše u svojem prvom članku iz 1869. godine: "Kada je grad brinjski sagrađen, to se zapravo ne zna, ali je stajao jur koncem 14. vieka, i bijaše poznat pod imenom Sokol, a još danas ga nazivlje narod Sokolcem". Kasnije, u svojem drugom članku o Brinju, godine 1941. povjesničar i arhivist Laszowski spominje grad Sokol. Članak je obradio skup obitelji Frankopan na Modrušu, 12. lipnja 1449. godine, na kojem su podijelili očevinu na osam dijelova. Tom podjelom je knez Bartol dobio "Trg Brinje sa gradom Sokolom..." kao i grad Jelovik kod Brinja, ali i gradove Sokol, Tržac u Tršcu na Korani i Bihać, sva tri u bihaćkom kraju. Moguće da je ovdje riječ o nespretnoj zabuni iskusnog povjesničara, ali je vjerojatnije da je Laszowski mislio na utvrdu Sokolac u Furjanu, sjeverozapadno od Bihaća (danas u sastavu Grada Slunja), koja u nekim izvorima ima isto ime kao i ova u Brinju. Ipak, ovo dokazuje kako se naziv Sokolac udomaćio.
Tako ga je prihvatila većina povjesničara, no Drago Miletić i Marija Valjato Fabris navode i opravdane upozorbe povjesničara Zorislava Horvata kako to nije izvorni naziv. On navodi kako se tijekom 15. i 16. stoljeća kroz razne pisane povelje o gradu Brinju nigdje ne spominje ime Sokolac. Jedino naziv "Castrum Zoko", koji se susreće 1493. godine, opisuje grad koji se nalazi na sasvim drugom mjestu – kod Bihaća.
Svi se povjesničari slažu da je teško utvrditi točan izvor kada je i kako došlo do uporabe imena Sokolac. Pretpostavke se kreću od raznih nezapisanih priča povezanih sa sokolovima, uzrokovanih na primjer, vjenčanjem Nikole IV. s Dorotejom Gorjanski, kada Nikola uoči vjenčanja šalje Veneciji poklon-konja i sokola, pa do toga da su, kada je čovjek napustio grad, gore visoko na njemu sokolovi svili svoja gnijezda, što je potaknulo narod da ga nazove tim imenom. Možda se jednom i utvrdi točan nastanak tog naziva, ali do tada stoji činjenica da se on ne spominje niti u jednoj povijesnoj ispravi iz doba Frankopana. Sam grad Brinje (a misli se na dvorac) prvi put je spomenuo 1465. godine mladi Ivan Angelo "Anž" Frankopan (sin Bartolov), koji je stolovao u Brinju i nazivao ga svojim gradom – "In castro nostro Brinje". Unatoč svim preciznim i nepreciznim podacima, ne može se ignorirati ime Sokolac pa ga danas tako podjednako koriste i povjesničari i narod.

## Obrazovanje
- Osnovna škola Luke Perkovića Brinje

## Kultura
Zavičajni klub "Brinje" iz Zagreba, izdaje dva puta godišnje svoj besplatni Glasnik "Monetium" u kojem se mogu doznati informacije iz Brinja i brinjske povijesti. Osim što je Glasnik besplatan, omogućeno je i skidanje i s njihovih stranica. Jednom godišnje tiskaju i bogato opremljeni "Brinjski magazin" (ISSN 1846-9167) na 76 stranica. ZK Brinje na taj način, kao i svojim ostalim radom želi sačuvati kulturni, povijesni i prirodni identitet Brinja i brinjskog kraja.

## Šport
- NK Sokolac Brinje

## Rekreacija
- PD Škamnica Brinje

Planinarsko društvo "Škamnica" Brinje osnovano je 8. studenog 2009. godine. Društvo svoje korijene vuče iz davne 1934. godine i tada je nosilo naziv "Škamlica". Za prvog predsjednika Škamnice izabran je Gojko Crnković. Društvo danas ima sedamdesetak članova.

## Vanjske poveznice
- Turistička zajednica Općine Brinje
- Službene stranice Općine Brinje
- Lika Club – Cvijet dobrodošlice
- brinjski neovisni portal
- Portal zavičajnog kluba Brinje
- PD Škamnica Brinje  Arhivirana inačica izvorne stranice od 5. ožujka 2011. (Wayback Machine)
- Ivan-Anž VIII. Frankopan Brinjski (1458-1521) – gospodar Brinja krajem 15. i početkom 16. stoljeća[neaktivna poveznica]
- Naziv Sokolac osim utvrde u Brinju nosila je i tvrđava u Furjanu kod Slunja  Arhivirana inačica izvorne stranice od 14. listopada 2016. (Wayback Machine)